# 신뢰 구간

통계학에서 신뢰 구간(信賴區間, 영어: confidence interval)은 모수가 어느 범위 안에 있는지를 확률적으로 보여주는 방법이다.
신뢰 구간은 보통 표본에서 산출된 통계와 함께 제공된다. 예를 들어, "신뢰수준 95%에서 투표자의 35%~45%가 A후보를 지지하고 있다."라고 할 때 95%는 신뢰수준이고 35%~45%는 신뢰구간이며 θ는 A후보의 지지율이다.

## 정의
0과 1 사이의 실수 {\displaystyle \gamma \in [0,1]}가 주어졌다고 하자. 또한, 각 모수 {\displaystyle \theta \in \Theta }에 대한 확률 변수 {\displaystyle X_{\theta }}가 주어졌다고 하자. 이 경우, {\displaystyle \theta }의, 신뢰계수(信賴係數, 영어: confidence coefficient) {\displaystyle \gamma }의 신뢰 구역 {\displaystyle I_{\theta }\subset \Theta }는 다음과 같은 성질을 가지는, {\displaystyle \Theta }의 부분집합의 값을 갖는 확률변수이다.
{\displaystyle \forall \theta \in I\colon \Pr(\theta \in I_{\theta })=\gamma }
만약 하나만의 확률 변수 {\displaystyle \theta \in \mathbb {R} }를 고려할 경우, 보통 {\displaystyle I_{\theta }}는 구간이 된다. 이 경우, {\displaystyle I_{\theta }}를 신뢰 구간이라고 한다.
보통, 신뢰 수준(信賴水準, 영어: confidence level)은 신뢰 계수를 백분율로 나타낸 것이다.

## 같이 보기
- 68-95-99.7 규칙
- 신용 구간
- 허용 오차
- 예측구간